# 12669 Emilybrisnehan
12669 Emilybrisnehan este o planetă minoră (asteroid), cu un diametru de 5,737 km, din centura de asteroizi. A fost descoperită pe 25 iunie 1979 la Observatorul Siding Spring de Eleanor F. Helin. 
Obiectul prezintă o orbită caracterizată de o semiaxă mare de 2,70322 UAi, o excentricitate de 0,11, o înclinație de 11,80764 ° în raport cu ecliptica.